# Венден (Аризона)
Венден (енгл. Wenden) насељено је место без административног статуса у америчкој савезној држави Аризона.

## Демографија
По попису из 2010. године број становника је 728, што је 172 (30,9%) становника више него 2000. године.
| Група             | 2000.       | 2010.       |
| Белци             | 289 (52,0%) | 283 (38,9%) |
| Афроамериканци    | 0 (0,0%)    | 10 (1,4%)   |
| Азијати           | 1 (0,2%)    | 3 (0,4%)    |
| Хиспаноамериканци | 246 (44,2%) | 402 (55,2%) |
| Укупно            | 556         | 728         |